# Antonio Rosmini

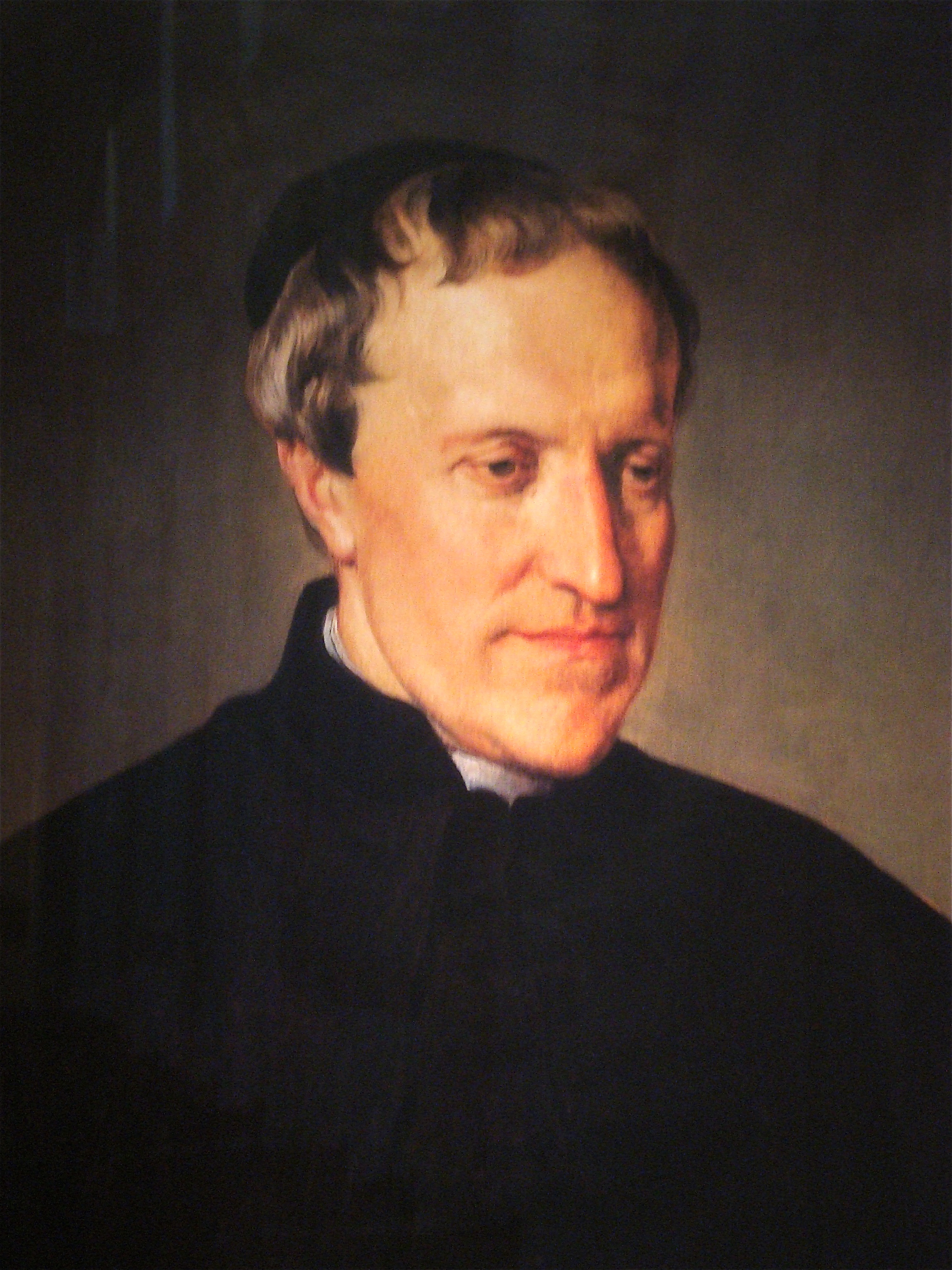
Porträt von Antonio Rosmini (Francesco Hayez)

Antonio Rosmini Serbati (* 25. März 1797 in Rovereto; † 1. Juli 1855 in Stresa) war Priester, Ordensgründer, Theologe, Philosoph und gilt als einer der letzten Universalgelehrten. Seit 2007 ist er ein Seliger der katholischen Kirche.

## Leben
Antonio Rosmini wurde in eine Familie von Gelehrten und Sammlern geboren. Seine Sammelleidenschaft galt den Büchern, etwa 15000 Bände umfasste am Lebensende die von ihm gegründete Bibliothek. Gegen den Willen seines Vaters strebte er das Priestertum an, studierte in Pavia und Padua und empfing am 21. April 1821 in Chioggia die Priesterweihe (Gedenktafel an der Chiesa della SS. Trinità). 1813 wurde er in die Accademia degli Agiati in seiner Heimatstadt aufgenommen. Er konzipierte ein neues Statut, das 1825 in Kraft gesetzt wurde, und wurde mehrfach zum Präsidenten gewählt. 1828 gründete er auf dem „Calvario“ in Domodossola das Istituto della Carità, eine Ordensgemeinschaft, welche auch unter dem Namen Rosminianer bekannt ist und die 1839 ihre päpstliche Approbation erhielt.
In den Streitigkeiten zwischen dem Papst und dem Königreich Italien fungierte er 1848 als Vermittler und folgte Papst Pius IX., als dieser nach einem Aufstand nach Gaeta im Königreich Neapel fliehen musste, in sein Exil. Hier wurde er jedoch schon bald durch Kardinal Antonelli vom päpstlichen Hof verdrängt. Als 1849 seine Werke über die kirchliche Reform (Delle cinque piaghe della santa Chiesa – Die fünf Wundmale der heiligen Kirche) und eine Verfassung für den Kirchenstaat (La Costituzione secondo la giustizia sociale. Con un’Appendice sull’Unità d’Italia ed una Lettera sull’Elezione dei Vescovi a Clero e Popolo) auf den Index gelangten, fand nicht nur seine politische Tätigkeit ein Ende, sondern auch die Überlegung einer Erhebung seiner Person zum Kardinal.

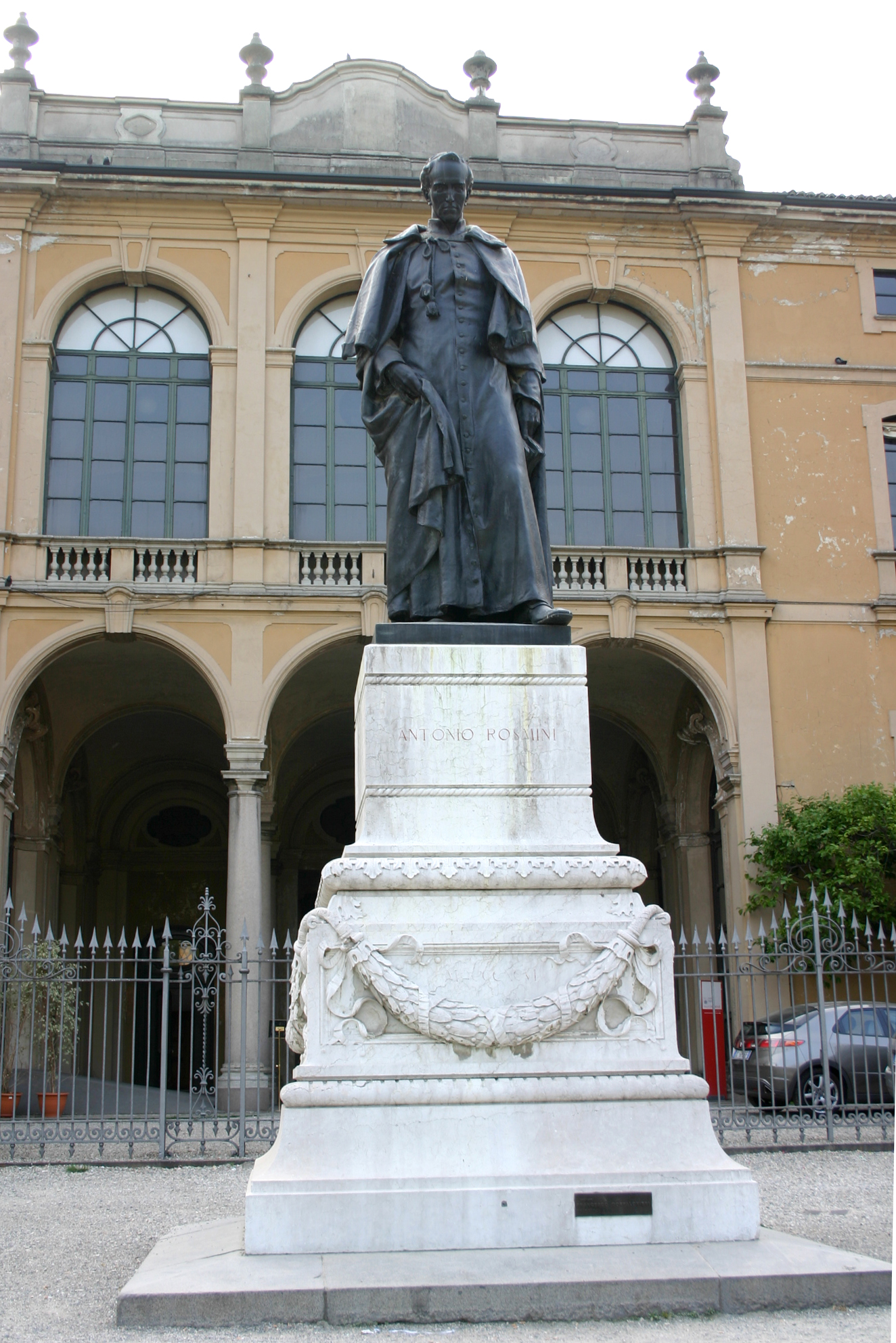
Statue von Antonio Rosmini in Mailand

Eine erbitterte Feindschaft hatte er sich auch bei verschiedenen Jesuiten eingehandelt. Papst Pius IX. setzte eine Untersuchungskommission ein, die Rosminis Schriften 1854 als keiner Zensur bedürftig erklärte.
Seine letzten Lebensjahre verbrachte Rosmini im Ordenshaus zu Stresa am Lago Maggiore. Von kontemplativem Wesen, widmete er sich nun vor allem der Leitung seines wachsenden Ordens und dem Ausbau eines philosophischen Systems. Da er stets versuchte, Religion und Vernunft miteinander zu vereinen, nennt man ihn bis heute den italienischen Kant, obwohl er sich vor allem mit Hegel konsequent auseinandersetzte. Tragisch ist hierbei die Verurteilung von 40 Sätzen seines theologisch-philosophischen Schrifttums durch das Dekret Post obitum im Jahre 1887, also 32 Jahre nach seinem Tode – ein Werk seiner jesuitischen Gegner, welche sich auch nach seinem Tode nicht mit ihm versöhnen konnten und unter Papst Leo XIII. zu Einfluss kamen. 1889 und 1890 wanderten mit der Enciclopedia di scienze e lettere und dem Periodico scientifico-letterario erneut zwei seiner Werke auf den Index. Mit dem Zweiten Vatikanischen Konzil unter Johannes XXIII. setzte eine positive Neubewertung Rosminis ein. 1994 wurde schließlich der Seligsprechungsprozess Rosminis eingeleitet. Nachdem Papst Benedikt XVI. am 26. Juni 2006 die heroischen Tugenden Rosminis festgestellt hatte, fand am 18. November 2007 in Novara die Seligsprechung statt.